# Spezialwahl im 7. Kongresswahlbezirk South Carolinas 1901
Die Spezialwahl im 7. Kongresswahlbezirk South Carolinas 1901 war eine Spezialwahl für das Repräsentantenhaus der Vereinigten Staaten im 7. Kongresswahlbezirk South Carolinas und bestimmte für den Rest der Amtszeit des 57. Kongresses den Nachfolger des am 6. Juli 1901 im Amt verstorbenen Abgeordneten J. William Stokes. Die Wahl fand am 5. November 1901 statt. Asbury Francis Lever, ein früherer Assistent Stokes’, hatte die demokratische Primary gewonnen und blieb bei der Spezialwahl ohne Gegenkandidat.

## Primary der Demokraten
Die South Carolina Democratic Party hielt ihre Primary im Sommer 1901 ab. Fünf Kandidaten gingen in das Rennen, darunter der spätere langjährige US-Senator Ellison D. Smith. Asbury Francis Lever erlangte im ersten Wahlgang die meisten Stimmen und setzte sich in der Stichwahl durch gegen Thomas F. Brantley. Bei der allgemeinen Abstimmung hatte Lever keinen Gegenkandidaten und wurde so für den Rest der Amtszeit des 57. Kongresses in das Repräsentantenhaus gewählt.
| Vorwahl der Demokraten | Vorwahl der Demokraten | Vorwahl der Demokraten |
| Kandidat               | Stimmen                | %                      |
| ---------------------- | ---------------------- | ---------------------- |
| Asbury Francis Lever   | 2.540                  | 31,0                   |
| Thomas F. Brantley     | 2.325                  | 28,4                   |
| Madison P. Howell      | 2.044                  | 24,9                   |
| Ellison D. Smith       | 820                    | 10,0                   |
| O.W. Buchanan          | 468                    | 5,7                    |

| Vorwahl der Demokraten (Stichwahl) | Vorwahl der Demokraten (Stichwahl) | Vorwahl der Demokraten (Stichwahl) | Vorwahl der Demokraten (Stichwahl) |
| Kandidat                           | Stimmen                            | %                                  | ±%                                 |
| ---------------------------------- | ---------------------------------- | ---------------------------------- | ---------------------------------- |
| Asbury Francis Lever               | 3,395                              | 55.8                               | +24.8                              |
| Thomas F. Brantley                 | 2,691                              | 44.2                               | +15.8                              |

## Ergebnisse der Spezialwahl
| Party           | Party           | Kandidat             | Stimmen | %     | ±%   |
| --------------- | --------------- | -------------------- | ------- | ----- | ---- |
|                 | Democratic      | Asbury Francis Lever | 3.101   | 100,0 | +6,2 |
| Wahlbeteiligung | Wahlbeteiligung | Wahlbeteiligung      | 3.101   |       |      |

## Belege
- Frank E Jordan: The Primary State:  A History of the Democratic Party in South Carolina, 1876-1962. S. 122.
- M.R. Cooper: Reports and Resolutions of the General Assembly of the State of South Carolina. Volume II. The State Company, Columbia, SC 1902, Report of M.R. Cooper, Secretary of State, to the General Assembly of South Carolina, S. 1995–1996.